# Pando (Becerreá)
Pando és una parròquia consagrada a San Joan pertanyent al municipi de Becerreá, província de Lugo.
Segons el padró municipal de 2004 la parròquia de Pando tenia 29 habitants (15 homes i 14 dones), distribuïts en 2 entitats de població (o lugares), el que pressuposà una disminució en relació al padró de l'any 1999 quan hi havia 36 habitants. Segons l'IGE, el 2014 la seva població es va enfonsar fins a les 23 persones (11 homes i 12 dones).

## Llocs
- Pando
- A Veiga